# Stenostygnellus
Genre
Synonymes
- Bunistygnellus Roewer, 1917

Stenostygnellus est un genre d'opilions laniatores de la famille des Stygnidae.

## Distribution
Les espèces de ce genre sont endémiques du Venezuela.

## Liste des espèces
Selon World Catalogue of Opiliones (04/10/2021) :
- Stenostygnellus flavolimbatus Roewer, 1913
- Stenostygnellus macrochelis (Roewer, 1917)

## Publication originale
- Roewer, 1913 : « Die Familie der Gonyleptiden der Opiliones-Laniatores. » Archiv für Naturgeschichte, sér. A, vol. 79, no 4, p. 1–256 (texte intégral).